# Tân Nguyên
Tân Nguyên là một xã thuộc huyện Yên Bình, tỉnh Yên Bái, Việt Nam.
Xã Tân Nguyên có diện tích 34,74 km², dân số năm 2019 là 5.603 người, mật độ dân số đạt 161 người/km².